# Cizara
Cizara este un gen de molii din familia Sphingidae. 

## Specii
- Cizara ardeniae - (Lewin, 1805)
- Cizara sculpta - (Felder, 1874)